# Schauren (bei Idar-Oberstein)
Schauren ist eine Ortsgemeinde im Landkreis Birkenfeld in Rheinland-Pfalz. Sie gehört der Verbandsgemeinde Herrstein-Rhaunen an.

## Geographie
Schauren liegt am Idarwald im Hunsrück. 64,4 Prozent der Gemarkungsfläche sind bewaldet. Im Osten befinden sich die Orte Hellertshausen und Asbach, südlich liegen Kempfeld und Bruchweiler.
Zu Schauren gehören auch die Wohnplätze Aschiedermühle und Schaurenermühle.
In der Nähe von Schauren liegt der Nationalpark Hunsrück-Hochwald.

## Bevölkerungsentwicklung
Die Entwicklung der Einwohnerzahl von Schauren, die Werte von 1871 bis 1987 beruhen auf Volkszählungen:
| Jahr | Einwohner |
| 1815 | 273       |
| 1835 | 412       |
| 1871 | 416       |
| 1905 | 357       |
| 1939 | 446       |
| 1950 | 490       |

| Jahr | Einwohner |
| 1961 | 563       |
| 1970 | 550       |
| 1987 | 529       |
| 1997 | 526       |
| 2005 | 541       |
| 2023 | 483       |

## Politik

### Gemeinderat
Der Gemeinderat in Schauren besteht aus acht Ratsmitgliedern, die bei der Kommunalwahl am 9. Juni 2024 in einer Mehrheitswahl gewählt wurden, und der ehrenamtlichen Ortsbürgermeisterin als Vorsitzender.

### Bürgermeister
Susanne Müller ist Ortsbürgermeisterin von Schauren. Da bei der Direktwahl am 9. Juni 2024 kein Wahlvorschlag eingereicht wurde, oblag die Neuwahl des Bürgermeisters gemäß rheinland-pfälzischer Gemeindeordnung wie schon 2019 dem Rat, der auf seiner konstituierenden Sitzung am 10. Juli 2024 einstimmig die bisherige Ortsbürgermeisterin Susanne Müller für weitere fünf Jahre im Amt bestätigte.

### Wappen
| Wappen von Schauren | Blasonierung: „Schrägrechts geteilt von Schwarz und Gold. Vorne ein goldenes Gefäß, hinten ein blaubewehrter und -gezungter roter Löwe.“                                                                                    |
| Wappen von Schauren | Wappenbegründung: Das Gefäß erinnert an den Fund eines Kruges auf Schaurener Gemarkung, der aus der Latènezeit stammt. Der Löwe nimmt Bezug zur ehemaligen Zugehörigkeit der Gemeinde zum Besitz der Wild- und Rheingrafen. |

## Kultur und Sehenswürdigkeiten
In der  historischen evangelischen Ortskirche aus dem Jahre 1767 befindet sich eine Stummorgel. Zudem liegt die Gemeinde in unmittelbarer Nähe zum Nationalpark Hunsrück-Hochwald.
Siehe auch: Liste der Kulturdenkmäler in Schauren

## Wirtschaft und Infrastruktur
Im Süden verläuft die Bundesstraße 422 und im Norden die Hunsrückhöhenstraße (Bundesstraße 327). Der Flughafen Hahn befindet sich 23 km in nördlicher Richtung. Die am nächsten gelegenen Bahnhöfe befinden sich in Kirn und Idar-Oberstein.